# 兵士・庶民の戦争資料館
兵士・庶民の戦争資料館（へいし・しょみんのせんそうしりょうかん）は、福岡県鞍手郡小竹町に所在する私設の資料館。

## 概要
陸軍兵士として中国などに出征した武富登巳男（たけとみとみお、1917年 - 2002年）が、1979年（昭和54年）7月1日に飯塚市の自宅を改造して、戦争にまつわる品々の展示を開始したのがはじまり。1996年（平成8年）に小竹町御徳に移転した。
「戦争体験者よ、真実を語れ」と呼びかけ、元兵士や遺族から寄贈を受け、千人針や鉄兜、軍票、など兵士が使用したものだけでなく、配給切符や戦争一色の当時の雑誌など庶民の生活を伝える資料をふくめて、約3000点を所蔵している。
他の資料館とは異なり、「どうぞ 触ってください」と掲示され、実際に事物に触れることで、戦争の体験を伝えている。武富登巳男の死去後、妻の智子が館長を勤めていたが、智子の死去後は息子の武富慈海（じかい）が館長となり、展示を継続している。

## 所蔵資料
千人針や軍服、戦中日記、ポスター、レーション、旗、慰問文、外套、背嚢、水筒、飯盒など。
毎年10月には、フィリピン・レイテ島で戦死した日本兵の遺品を集めた企画展を開催している。
作家の大岡昇平が『レイテ戦記』を書いたことから、2020年、神奈川近代文学館で開催された「大岡昇平の世界展」において、当館所蔵の、三八式歩兵銃、鉄帽、軍靴、巻脚絆、水筒、飯盒、認識票、手榴弾をはじめ、レイテ島の遺品（鉄帽、銃剣、薬莢、日用品ほか）が展示された。